# Pappolus von Metz
Pappolus († im 7. Jahrhundert), französisch Pappole, auch Papolus, Papole oder Papoul geschrieben, war etwa von 609 bis 614 der 28. Bischof von Metz.
Über Pappolus ist wenig bekannt. 606 oder in den Jahren danach gründete er das Kloster Saint Symphorien (ursprünglich St. Innocens) in Metz, in dem er beigesetzt wurde. Er gilt auch als Gründer des Ortes Plappeville, wo er seinen Landsitz hatte.
Pappolus von Metz wird in der römisch-katholischen  Kirche als Heiliger verehrt, sein Gedenktag ist der 21. November.